# みなぞう

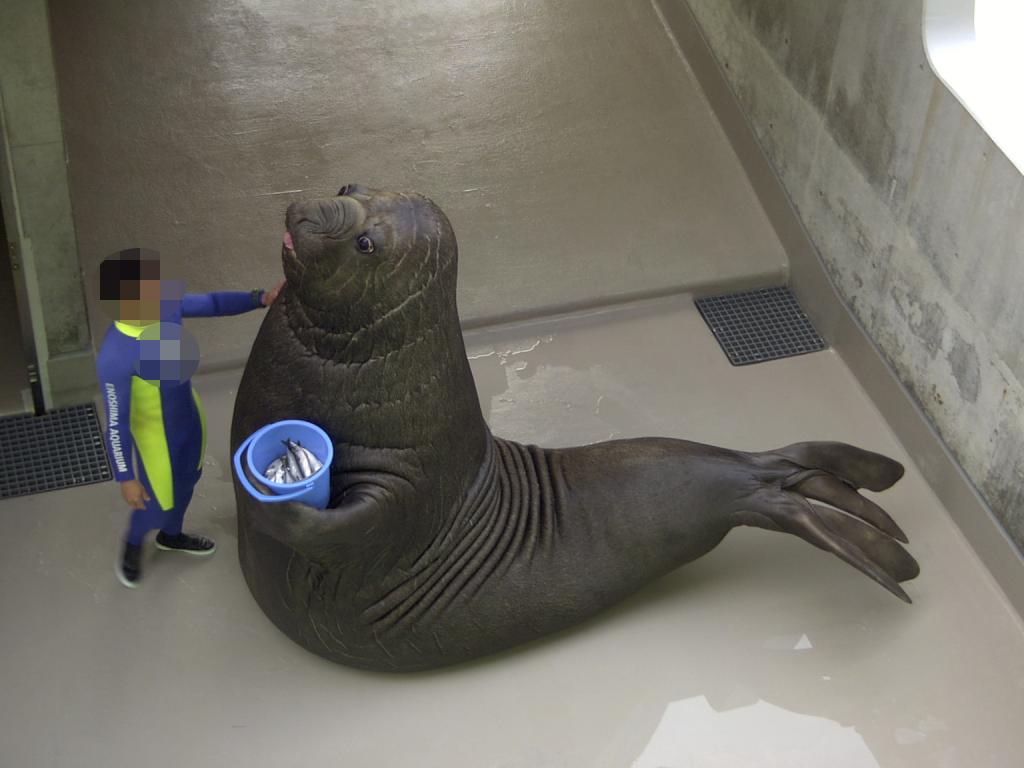
バケツを小脇に抱えるポーズをとるみなぞう

みなぞう（美男象、推定1993年- 2005年10月4日）は、神奈川県藤沢市にある江の島水族館・新江ノ島水族館で飼育されていた雄のミナミゾウアザラシである。

## 生い立ち

### 海の動物園時代
1994年（平成6年）後半にウルグアイのロボ島で推定1歳の幼獣として捕獲され、1995年（平成7年）3月11日より当時の江の島水族館の海の動物園にて展示が開始された。名前は約1500通寄せられた公募により付けられた。1998年（平成10年）頃には体重が1000キログラムを超え、巨体にも拘らず愛嬌のある顔、バケツを前肢で抱えた姿や、「あっかんべー」「海苔巻き」「えびぞり」などのポーズや、前足で餌のバケツを抱えるなど、愛嬌あるコミカルなしぐさで人気を集め、案内板やグッズに使用されるなど同館のアイドル・シンボル的な存在だった。
日本国内でミナミゾウアザラシを飼育しているのは1995年（平成7年）当時においては江の島水族館と二見シーパラダイス（現・伊勢夫婦岩ふれあい水族館シーパラダイス）の2施設であり、このうち二見で飼育されていたオスの「元気」が1999年（平成11年）8月に死亡したため、国内では唯一のオスのミナミゾウアザラシとなった。なお、鴨川シーワールドにおいて1999年（平成11年）12月頃まで国内唯一のキタゾウアザラシが飼育されていた（この個体は野生の迷入個体を保護する形で飼育した為、他のゾウアザラシと飼育の事情が若干異なる）が、これを最後に現在は国内で飼育されていない。

### 引っ越し
2002年（平成14年）3月に海の動物園が最初に閉鎖され、みなぞうはマリンランドに移された。その際に手狭なスナメリクリスタルプール（既にスナメリは亡く、カマイルカの飼育に使われていた）を通路の一部を囲う形で簡易的に改装したプールで飼育された。2002年（平成14年）9月にマリンランドが営業終了してからも向一年間は同施設で飼育された。新江ノ島水族館の建設進捗により2003年（平成15年）9月3日の日中に、みなぞうを搬入した檻を大型クレーンで吊り上げ、鉄道車両などの陸送に用いられる日本通運の特殊大型トレーラーに積載し150メートル離れた新館まで時速10km以下の超低速で搬送し、クレーンで檻を新居へ下ろす作業が約6時間を要して行われた。これはテレビの情報番組（ザ・ワイドなど）や新聞報道で取り上げられた。また、マリンランド閉館から新江ノ島水族館開館までの1年半余り一般の目に触れられずにいたが、江の島水族館公式サイト上で時折みなぞうの様子について情報が掲載されていた。

### 新江ノ島水族館開業後
末期の江の島水族館を代表する生き物となっていたみなぞう用に、新江ノ島水族館では大型のプールが宛がわれ、2004年（平成16年）4月の開館後は2頭のゴマフアザラシと悠々に暮らす「みなぞう」を間近で観ることができた。また、大型のミナミゾウアザラシが、当時一世を風靡していた格闘家 ボブ・サップの表情とどことなく似ている点も注目された。
2005年（平成17年）2月のバレンタインデーには、国内唯一の雌のミナミゾウアザラシでもある二見シーパラダイスの丸子・夢海子（2009年死亡）母娘から、「あっかんべー」ポーズの写真が贈られ、翌月のホワイトデーにはみなぞうからの返事を兼ねたバケツを抱えるポーズの写真が贈られるという交流があった。

#### 最期
2005年（平成17年）10月3日の夕方から急に体調を崩し、翌10月4日朝には餌を口にしなくなった。このため給餌プログラムを中止し、同日の閉館時間間際に診断のためプールの水を落水（排水）し始めた17時15分に急逝。推定11歳（人間で言えば30歳代に相当）、体長約4.5m、体重約2175kg。
遺体は近隣（藤沢市内）の日本大学生物資源科学部獣医学科に運ばれ、解剖の結果、死因は肺気腫による呼吸不全と判明した。その後、同学部キャンパス敷地内の日本大学生物資源科学部博物館（六会日大前駅が最寄り）で骨格標本として展示されている。
なお、海獣の内でも特にカリフォルニアアシカ・ラッコ・ゾウアザラシ類は捕獲の上輸入することがワシントン条約などで1990年代以降厳しく制限されているため、後継のミナミゾウアザラシの搬入の目処は立っていない。

## メモリアルイベント
みなぞうの死は、2005年（平成17年）10月5日以降マスコミで広く報じられ、献花台が設けられた。地元の子供たちから花束や折り鶴、手紙が寄せられた。7日にはお別れ会が行われた。
2005年（平成17年）11月16日から11月30日にかけては「追悼展示会」が実施された。旧マリンランドでのお披露目から2005年（平成17年）10月頃までの写真や、小学校や幼稚園で地元の小児が描いたみなぞうにまつわる作品、公式グッズのデザイナー（玖保キリコ・おちゃっぴ・さくらももこら）と飼育員を中心とした従業員によるイラストや追悼メッセージ等が展示された。

## 関連商品
新江ノ島水族館開館後より「みなぞう」をモチーフにしたグッズなどが発売されている。発売後、実在のみなぞうが急逝したことで、これらは追悼色を帯びたものとして発売されている。

### ぼくみなぞう
ぼくみなぞう A day of the southern eleは、2004年（平成16年）11月に日経BP社から発刊された、“「みなぞう」のごきげんな一日”を写真と文章で綴った、絵本仕立ての単行本である。
- シナリオ 吉野信吾
- 写真 原忠城
- ASIN 482221706X

### みんなのみなぞう
みんなのみなぞうは、2005年（平成17年）8月1日に、新江ノ島水族館売店で先行発売されたDVDビデオソフト（OVA）である。
収録内容
- みんなのみなぞう

架空の南の島でオリジナルキャラクターの「みなぞう」が表題曲を陽気に唄う、クレイアニメ仕立てのCGアニメーション。キャラクターデザインは粘土作家のおちゃっぴ、楽曲は下町兄弟によるものでKONISHIKIが「みなぞう」として歌唱。
- 湘南ハワイアン 『スローライフ』

「みんなのみなぞう」とは接点がないが、KONISHIKIプロデュースによるオリジナルソング。タイトルの通り湘南とハワイアンをイメージしたものであり、江ノ島・湘南海岸の風景映像（BGV）上で楽曲が流れる。作曲はCharlieKomuta.作詞と歌唱をしているTAUPOU（小錦千絵）はKONISHIKIの夫人。

## 江の島水族館で飼育された他のミナミゾウアザラシ
江の島水族館ではみなぞうの前に、1964年（昭和39年）4月20日からミナミゾウアザラシの雄の「大吉」と雌の「お宮」を飼育していた。大吉は飼育下のミナミゾウアザラシで最大級の個体であり、大吉に梯子をかけて飼育係が餌を与える様子は有名であった。1977年（昭和52年）12月12日に大吉が死に、数年後にお宮も後を追う様に死んだ。